# Orphische Hymnen
Als orphische Hymnen werden hymnische Texte aus dem Bereich der orphischen Dichtung bezeichnet. Von Texten dieser Art sind einige Fragmente überliefert. Dazu gehören:
- ein Hymnos an den orphischen Zeus[1]
- ein Hymnos an Dionysos,[2] in dem Dionysos mit Zeus, Helios und den orphischen Gottheiten Phanes, Eubuleus und Antauges gleichgesetzt wird.

Schließlich erwähnt Pausanias, dass bei den Mysterienfeiern von Phlya in Attika die Priester aus dem Geschlecht der Lykomidai kurze hymnische Lieder sangen, als deren Verfasser Orpheus galt und die nach Pausanias den Vergleich mit den Homerischen Hymnen nicht zu scheuen brauchten.
Von diesen Einzelüberlieferungen zu unterscheiden ist ein als Orphische Hymnen bezeichnetes Corpus von 87 Hymnen, das zusammen mit den Homerischen Hymnen und den Hymnen des Kallimachos und des Proklos überliefert wurde. Möglicherweise handelt es sich um ein aus dem 2. Jahrhundert stammendes Werk eines einzelnen Verfassers, das für eine (vielleicht kleinasiatische) Kultgemeinde zusammengestellt wurde. Die relativ kurzen Texte von sechs bis dreißig Versen haben ausgeprägt anrufenden Charakter, wobei die angerufenen Gottheiten des orphischen Pantheons (Nyx, Kronos, Eros, Zeus, Dionysos, Kureten, Themis, Dike etc.) häufig miteinander identifiziert werden. Gewidmet ist die Sammlung dem Musaios, dem sagenhaften Schüler des Orpheus.

## Ausgaben und Übersetzungen
- Apostolos N. Athanassakis (Hrsg.): The Orphic hymns. Text, translation and notes. Scholars Press, Missoula (Montana) 1988, ISBN 0-89130-119-4
- Marie-Christine Fayant (Hrsg.): Hymnes orphiques. Les Belles Lettres, Paris 2014, ISBN 978-2-251-00593-5 (kritische Edition mit französischer Übersetzung)
- Daniel Malamis (Hrsg.), The Orphic Hymns. Poetry and Genre, with a Critical Text and Translation, Leiden 2025, ISBN 978-90-04-71407-6 (Text und englische Übersetzung mit Essays)
- Joseph O. Plassmann: Orpheus. Altgriechische Mysterien. Diederichs, München 1992, ISBN 3-424-00740-4 (mit Übersetzung der orphischen Hymnen; Erstausgabe Jena 1928)